# (21617) Johnhagen
(21617) Johnhagen (1999 JO119) – planetoida z pasa głównego asteroid okrążająca Słońce w ciągu 3,59 lat w średniej odległości 2,34 j.a. Odkryta 13 maja 1999 roku.